# Nemanja Miletić (football, janvier 1991)
Ne doit pas être confondu avec Nemanja Miletić (football, juillet 1991).
Nemanja Miletić , né le 16 janvier 1991 à Kosovska Mitrovica en RFS Yougoslavie, est un footballeur serbe. Il évolue au FK Partizan Belgrade au poste de défenseur central ou d'arrière droit.

## Biographie
Il joue huit matchs en Ligue Europa avec le club serbe de Vojvodina.

## Palmarès
- Coupe de Serbie : 2018